# Baltic Basketball League 2010-2011
La Baltic Basketball League 2010-2011 è stata la 7ª edizione della Lega Baltica. La vittoria finale fu ad appannaggio dei lituani dello Žalgiris Kaunas sui lettoni del VEF Rīga.

## Squadre partecipanti

### Elite Division
| Lituania - Lietuvos rytas - Šiauliai - Nevėžis - Žalgiris Kaunas - Perlas Vilnius - Prienai | Lettonia - VEF Rīga - Liepājas lauvas - Valmiera - Ventspils | Estonia - Kalev/Cramo - Tartu Ülikooli - TTÜ/Kalev | Svezia - Norrk. Dolphins |

### Challenge Cup
| Lituania - Aisčiai Kaunas - Alytus - Juventus Utena - Naglis-Adakris - Neptūnas Klaipėda - Sakalai Vilnius - Panevėžys | Lettonia - Zemgale | Estonia - Rakvere Tarvas | Kazakistan - Barsy Atyrau |

## Elite Division

### Classifica
|  |     | Classifica      | Pt | G  | V  | P  | PF   | PS   |
|  | --- | --------------- | -- | -- | -- | -- | ---- | ---- |
|  | 1.  | VEF Rīga        | 39 | 22 | 17 | 5  | 1777 | 1571 |
|  | 2.  | Ventspils       | 39 | 22 | 17 | 5  | 1751 | 1561 |
|  | 3.  | Tartu Ülikooli  | 36 | 22 | 14 | 8  | 1711 | 1617 |
|  | 4.  | Prienai         | 36 | 22 | 14 | 8  | 1813 | 1636 |
|  | 5.  | Šiauliai        | 35 | 22 | 13 | 9  | 1782 | 1761 |
|  | 6.  | Nevėžis         | 35 | 22 | 13 | 9  | 1654 | 1628 |
|  | 7.  | Kalev/Cramo     | 34 | 22 | 12 | 10 | 1741 | 1661 |
|  | 8.  | Norrk. Dolphins | 31 | 22 | 9  | 13 | 1795 | 1911 |
|  | 9.  | Perlas Vilnius  | 31 | 22 | 9  | 13 | 1593 | 1608 |
|  | 10. | Liepājas lauvas | 29 | 22 | 7  | 15 | 1653 | 1815 |
|  | 11. | TTÜ/Kalev       | 28 | 22 | 6  | 16 | 1589 | 1808 |
|  | 12. | Valmiera        | 23 | 22 | 1  | 21 | 1452 | 1734 |

### Play-Off
Dall'11 al 20 marzo 2011.
- Ventspils
- Prienai
- Šiauliai

- VEF Rīga
- Tartu Ülikooli
- Nevėžis

| Squadra 1       | Punt.     | Squadra 2      | 1ª gara  | 2ª gara |
| --------------- | --------- | -------------- | -------- | ------- |
| Žalgiris Kaunas | 182 - 136 | Nevėžis        | 104 - 70 | 78 - 66 |
| Ventspils       | 146 - 138 | Tartu Ülikooli | 84 - 77  | 62 - 61 |
| Lietuvos rytas  | 175 - 161 | Šiauliai       | 90 - 89  | 85 - 72 |
| VEF Rīga        | 173 - 132 | Prienai        | 91 - 65  | 82 - 67 |

### Final Four
Dal 9 al 10 aprile 2011
|  | Semifinali      | Semifinali      | Semifinali |          |                 | Finale          | Finale | Finale |  |
|  |                 |                 |            |          |                 |                 |        |        |  |
|  | Žalgiris Kaunas | Žalgiris Kaunas | 108        |          |                 |                 |        |        |  |
|  | Žalgiris Kaunas | Žalgiris Kaunas | 108        |          |                 |                 |        |        |  |
|  | Ventspils       | Ventspils       | 55         |          |                 |                 |        |        |  |
|  | Ventspils       | Ventspils       | 55         |          | Žalgiris Kaunas | Žalgiris Kaunas | 75     |        |  |
|  |                 |                 |            |          | Žalgiris Kaunas | Žalgiris Kaunas | 75     |        |  |
|  |                 |                 | VEF Rīga   | VEF Rīga | 67              |                 |        |        |  |
|  | Lietuvos rytas  | Lietuvos rytas  | VEF Rīga   | VEF Rīga | 67              | 68              |        |        |  |
|  | Lietuvos rytas  | Lietuvos rytas  |            |          |                 |                 |        |        |  |
|  | VEF Rīga        | VEF Rīga        | 79         |          |                 |                 |        |        |  |

#### Semifinali
| Arbitro: | Atso Matsalu |

|          |       |           |
| Brown 21 | Punti | 13 Hunter |

| Arbitro: | Oļegs Latiševs |

|               |       |                |
| Bajramović 17 | Punti | 20 Parachoŭski |

#### Finalina
| Arbitro: | Atso Matsalu |

|               |       |           |
| Bajramović 20 | Punti | 19 Hunter |

#### Finale
| Arbitro: | Oļegs Latiševs |

|                |       |           |
| Klimavičius 15 | Punti | 16 Hughes |

| Lega baltica 2011         |
| ------------------------- |
| Zalgiris Kaunas 4º titolo |

#### Squadra vincitrice
| N° | Naz.                   | Ruolo | Sportivo             |  | Alt. |  |
| -- | ---------------------- | ----- | -------------------- |  | ---- |  |
| 5  | Stati Uniti (bandiera) | G     | Marcus Brown         |  | 193  |  |
| 6  | Slovenia (bandiera)    | G     | Aleksandar Ćapin     |  | 186  |  |
| 7  | Lituania (bandiera)    | G     | Martynas Pocius      |  | 196  |  |
| 9  | Lituania (bandiera)    | G     | Mantas Kalnietis     |  | 196  |  |
| 10 | Lituania (bandiera)    | G     | Tomas Delininkaitis  |  | 190  |  |
| 12 | Lituania (bandiera)    | AG    | Tadas Klimavičius    |  | 204  |  |
| 13 | Lituania (bandiera)    | A     | Paulius Jankūnas     |  | 203  |  |
| 19 | Lituania (bandiera)    | AP    | Mindaugas Kuzminskas |  | 205  |  |
| 21 | Lituania (bandiera)    | G     | Artūras Milaknis     |  | 195  |  |
| 22 | Serbia (bandiera)      | C     | Boban Marjanović     |  | 222  |  |
| 35 | Stati Uniti (bandiera) | C     | Travis Watson        |  | 203  |  |
| 41 | Stati Uniti (bandiera) | G     | DeJuan Collins       |  | 187  |  |
| 44 | Stati Uniti (bandiera) | C     | Trent Plaisted       |  | 211  |  |
| 50 | Egitto (bandiera)      | C     | Omar Samhan          |  | 211  |  |
|    | Grecia (bandiera)      | All.  | Īlias Zouros         |  |      |  |

### Promotion Phase
| Squadra 1      | Punt.     | Squadra 2 | 1ª gara | 2ª gara   |
| -------------- | --------- | --------- | ------- | --------- |
| Juventus Utena | 157 - 141 | Valmiera  | 81 - 69 | 76 - 72   |
| Aisčiai Kaunas | 160 - 141 | TTÜ/Kalev | 85 - 76 | 75 - 65 - |

## Challenge Cup

### Prima fase

#### 1st Round
|    | Squadre Gruppo A  | V | P | Pt |
| -- | ----------------- | - | - | -- |
| 1. | Zemgale           | 6 | 2 | 14 |
| 2. | Neptūnas Klaipėda | 6 | 2 | 14 |
| 3. | Alytus            | 4 | 4 | 12 |
| 4. | Barsy Atyrau      | 2 | 6 | 10 |
| 5. | Naglis-Adakris    | 2 | 6 | 10 |

|    | Squadre Gruppo B | V | P | Pt |
| -- | ---------------- | - | - | -- |
| 1. | Juventus Utena   | 6 | 2 | 14 |
| 2. | Aisčiai Kaunas   | 5 | 3 | 13 |
| 3. | Panevėžys        | 4 | 4 | 12 |
| 4. | Sakalai Vilnius  | 3 | 5 | 11 |
| 5. | Rakvere Tarvas   | 2 | 6 | 10 |

#### 2nd Round
|    | Squadre Gruppo A  | V | P | Pt |
| -- | ----------------- | - | - | -- |
| 1. | Juventus Utena    | 7 | 3 | 17 |
| 2. | Aisčiai Kaunas    | 6 | 4 | 16 |
| 3. | Panevėžys         | 6 | 4 | 16 |
| 4. | Neptūnas Klaipėda | 5 | 5 | 15 |
| 5. | Zemgale           | 4 | 6 | 14 |
| 6. | Alytus            | 2 | 8 | 12 |

### Fase finale
Dal 1º marzo al 2011
Semifinale
| Squadra 1      | Punt.     | Squadra 2         | 1ª gara | 2ª gara |
| -------------- | --------- | ----------------- | ------- | ------- |
| Juventus Utena | 173 - 156 | Neptūnas Klaipėda | 79 - 82 | 94 - 74 |
| Aisčiai Kaunas | 166 - 161 | Panevėžys         | 78 - 82 | 88 - 79 |

Finalina
| Squadra 1         | Punt.     | Squadra 2 | 1ª gara | 2ª gara  |
| ----------------- | --------- | --------- | ------- | -------- |
| Neptūnas Klaipėda | 168 - 177 | Panevėžys | 93 - 77 | 75 - 100 |

Finale
| Squadra 1      | Punt.     | Squadra 2      | 1ª gara | 2ª gara |
| -------------- | --------- | -------------- | ------- | ------- |
| Juventus Utena | 176 - 153 | Aisčiai Kaunas | 87 - 81 | 89 - 72 |

| Arbitro: | Antanas Ramanauskas |

|            |       |          |
| Čukinas 25 | Punti | 21 Kieža |

| Utena 19 marzo 2011, ore 17:00                   | Juventus Utena | 89 – 72 (48-31) referto | Aisčiai Kaunas | Pramogų Arena (1.300 spett.) |
| \| \| \| \| \| Maceina 14 \| Punti \| 21 Ūzas \| |                |                         |                |                              |
|                                                  |                |                         |                |                              |
| Maceina 14                                       | Punti          | 21 Ūzas                 |                |                              |

| Challenge Cup 2011       |
| ------------------------ |
| Juventus Utena 1º titolo |

#### Squadra vincitrice
| N° | Naz.                | Ruolo | Sportivo            |  | Alt. |  |
| -- | ------------------- | ----- | ------------------- |  | ---- |  |
| 0  | Lituania (bandiera) | C     | Tomas Jasiulionis   |  | 205  |  |
| 3  | Lituania (bandiera) | G     | Žygis Šeštokas      |  | 196  |  |
| 5  | Lituania (bandiera) | G     | Gediminas Maceina   |  | 188  |  |
| 8  | Lituania (bandiera) | A     | Žydrūnas Urbonas    |  | 198  |  |
| 9  | Lituania (bandiera) | G     | Marius Pociukonis   |  | 189  |  |
| 10 | Lituania (bandiera) | A     | Gintautas Matulis   |  | 195  |  |
| 11 | Lituania (bandiera) | C     | Vaidas Čepukaitis   |  | 207  |  |
| 12 | Lituania (bandiera) | A     | Tomas Markevicius   |  | 192  |  |
| 14 | Lituania (bandiera) | C     | Aurimas Adomaitis   |  | 205  |  |
| 17 | Lituania (bandiera) | G     | Jonas Elvikis       |  | 195  |  |
| 22 | Lituania (bandiera) | A     | Arunas Vasiliauskas |  | 200  |  |
| 24 | Lituania (bandiera) | G     | Marius Prekevičius  |  | 195  |  |
| 25 | Lituania (bandiera) | AG    | Aurimas Kieža       |  | 203  |  |
|    | Lituania (bandiera) | All.  | Robertas Giedraitis |  |      |  |

## Premi e riconoscimenti
- BBL MVP:  Arcëm Parachoŭski,  VEF Rīga